# Dos fills

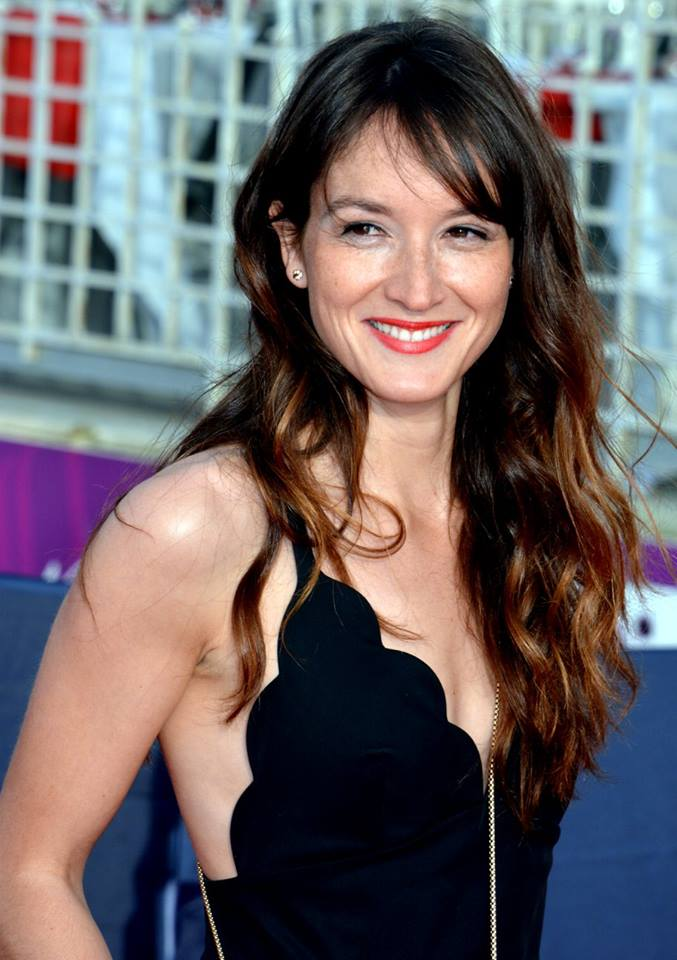
L'actriu principal Anaïs Demoustier al Festival de Cabourg de 2018.

Dos fills (títol original en francès, Deux Fils) és una pel·lícula francesa de 2018 dirigida per Félix Moati. S'ha subtitulat al català.

## Sinopsi
El cartell, dibuixat per Floc'h, ja ho diu tot. Benoît Poelvoorde té dos fills, però és ell qui apareix caricaturitzat en petit, com si fos el fill de tots dos. Un immadur. És vidu, el seu germà acaba de morir, i des que aquest es va posar malalt, va abandonar en secret la seva consulta de metge per dedicar-se a la literatura, un art en el qual resulta que és un desastre.

## Producció
Va comptar amb un pressupost de 4,9 milions d'euros.
El rodatge va començar el 16 d'octubre de 2017.